# Здравко Тодоров
Здравко Тодоров е български футболист, нападател.
Състезава се за отбора на Берое. Висок е 175 см и тежи 78 кг. Преди да заиграе за отбора на Берое се е състезавал за Хеброс (Харманли), Миньор (Раднево).
Здравко Тодоров има брат близнак – Тодор Тодоров, футболист в Миньор (Раднево).